# Henri Marie Auguste Ferron de la Ferronnays
Henri Marie Auguste Ferron, marqués de la Ferronnays, fue un militar y político francés, nacido en París el 15 de septiembre de 1842 y fallecido en el castillo de Saint-Mars-la-Jaille el 25 de septiembre de 1907.

## Biografía
Nieto de Pierre-Louis-Auguste Ferron, conde de La Ferronnays y ministro de Asuntos Exteriores durante la Restauración, e hijo del conde Fernand de La Ferronnays, oficial de marina y amigo fiel y devoto del conde de Chambord. Marie-Thérèse de Pérusse des Cars es la esposa de Fernand de La Ferronnays y la nieta del duque Amédée de Pérusse des Cars y de Dominique-François-Marie de Bastard d'Estang. Henri Marie Auguste Ferron de la Ferronnays  es el padre de Henri de La Ferronnays (1876-1946), así como el padrastro del marqués Jehan de Gontaut-Biron de Saint-Blancard y del conde de Cossé-Brissac.
Entra en la Escuela Militar Especial de Saint-Cyr y después en la Escuela Experimental del Estado Mayor donde continua su carrera militar. Hace la campaña de 1867 en los Estados Pontificios, y posteriormente contra Alemania. Agregado militar en Berlín desde 1872 hasta 1875, después lo será en Berna y finalmente en Londres. Es delegado como comisario en la Conferencia de Berlín para la delimitación de las fronteras greco-turcas en 1880. El mismo año, justo cuando estaba a punto de ser ascendido a jefe de escuadrón, se ve obligado a dimitir del ejército debido a su intervención a favor de una congregación durante la ejecución de los decretos de expulsión de la misma.
Consejero general del cantón de Saint-Mars-la-Jaille desde 1876 y alcalde del municipio. Diputado de Loira Atlántico desde 1885 hasta 1907. Con una tendencia a la derecha, conservador católico, se convierte en secretario del grupo parlamentario de l'Union des droites. Incesantemente reelegido, con resultados abrumadores, e incluso sin competidor alguno en varias ocasiones.
Se convierte en presidente del Consejo General de Loira Atlántico en 1901.
Miembro de la Sociedad francesa de fotografía desde 1882 hasta 1894.

## Condecoraciones
- Caballero de la Legión de Honor
- Caballero de la Orden de San Gregorio Magno
- Comendador de la Orden de Cristo (Portugal)
- Comendador de la Orden de Pío IX
- Comendador de la Orden de Dannebrog

- Datos: Q3131569
- Multimedia: Henri Marie Auguste Ferron de La Ferronnays / Q3131569